# Avelout
Cet article traite des concepts du deuil dans le judaïsme. Pour l'aspect rituel du deuil, voyez ici
Avelout est un terme désignant, dans le judaïsme, l'état d'une personne en deuil ainsi que la période de deuil elle-même.
La Loi juive veille à encadrer tant l'agonisant que ses proches, et ce bien après le décès. D'après la religion juive, la mort ne pourrait être considérée avec tristesse : l'âme retourne à Dieu, comme le bateau à bon port, et les châtiments sont limités dans le temps ; de plus, l'étape est temporaire, puisque le Messie devra ressusciter les morts. Cette vue fait évidemment peu de cas des endeuillés eux-mêmes, et du défunt. C'est à eux que s'adressent ces rites, dont les sources remontent à quelques concepts, dont les principaux sont le Kavod HaMet et le Kavod Ha'Haï.

## Kavod HaMet (respect à la personne disparue)
Le caractère sacré de l'être humain (créé à l'image de Dieu, selon la tradition juive) ne s'arrête pas à sa mort. Tout doit être fait pour promouvoir la dignité de la personne disparue :
- Le corps du défunt ne peut être laissé seul.
- Le corps ne peut être mutilé :
  - la tradition juive s'oppose à toute forme d'autopsie, à deux exceptions près :
    - en cas de suspicion d'homicide, ou d'homicide avéré
    - au cas où l'autopsie permettra de façon certaine de faire avancer la médecine, et de sauver d'autres vies humaines. C'est ce dernier principe qui prévaut en cas de prélèvement d'organes, pour autant que telle soit la volonté du défunt, et que ces prélèvements n'accélèrent pas son décès (comme c'est le cas d'une greffe cardiaque)

  - opposition à l'embaumement, car le sang est drainé au cours de la procédure et jeté comme un élément sans valeur, alors qu'il fait partie du corps.
  - opposition à l'incinération, qui est non seulement incompatible avec l'inhumation, prescrite par la Torah et, depuis la Shoah, associée aux fours crématoires.
- Les formalités sont réalisées avec la même diligence que s'il s'agissait d'une affaire urgente de son vivant.
- L'importance de réaliser les derniers devoirs est telle qu'elle a conduit à la formation de la Hevra Kaddisha, un corps organisé spécifiquement attelé à ces obligations
- La tahara est réalisée sans paroles inutiles, avec une grande pudeur et la personne défunte n'est dénudée que pour le laps strictement nécessaire. La tahara de femmes n'est confiée qu'à des femmes.
- Tous les défunts sont revêtus des mêmes habits mortuaires (takhrikhim), afin de supprimer d'éventuelles inégalités.
- Les proches défilent en demandant pardon au défunt.
- Le cercueil est rapidement scellé, sitôt la tahara achevée, afin de ne pas exposer le défunt.
- Le défunt est enterré le plus rapidement possible, afin de ne pas exposer sa putréfaction, et ce même s'il s'agit d'un criminel exécuté, car le Roi n'aime pas qu'on voie Son "frère" pendu (Deutéronome).
- Tout défunt doit être enterré. Selon le Lévitique, un cohen qui trouverait un mort inconnu sur le chemin serait tenu de l'enterrer lui-même s'il ne se trouve personne à proximité. Ceci est une exception majeure à l'interdiction de se trouver à au moins deux mètres des morts en toute autre circonstance, sinon le décès de parents proches.
- L'enterrement se fait en journée, afin qu'on ne se méprenne pas sur la moralité de la personne disparue.
- On ne se rend pas au cimetière avec des objets de culte, afin de "ne pas railler le pauvre" (i.e la personne disparue) qui ne peut plus étudier.
- Les fleurs sont découragées à l'enterrement, car leur but est de couvrir l'odeur de putréfaction du cadavre.
- Les haltes périodiques au cours de la procession du cercueil lors de la Levaya symbolisent l'absence de volonté de quitter le défunt.
- Un éloge funèbre est souvent réalisé.
- Si on se purifie après l'enterrement en se lavant les mains, on ne les essuie pas, afin de conserver vivace la trace de cet enterrement.
- On donne la Tzedaka en son souvenir, afin de le perpétuer et d'augmenter ses mérites auprès du Tribunal céleste.
- Réaliser un office, précédé d'une étude biblique, toujours à sa mémoire.
- Les endeuillés se refusent tout plaisir en son hommage.
- Le Kaddish est récité par les enfants de la personne disparue pendant onze mois afin que sa mémoire ne s'obscurcisse pas (Talmud Berakhot 58b).
  - Une année dure douze ou treize mois. Cependant, le Kaddish n'est récité que pendant onze mois et non douze, car son but étant d'élever l'âme du Sheol ou du Guehinnom où elle se trouve, et le séjour maximal étant de douze mois, on pourrait croire que le défunt était un rasha (mauvais).
  - Un Kaddish est récité par un ministre officiant s'il n'y a pas de fils pour le dire. Le ministre officiant ne fait Kaddish que pour cette personne (et non un kaddish "collectif").
  - Un fils peut réciter le Kaddish même pour son père non-Juif.
- Le souvenir des défunts est perpétué à chaque Yahrzeit et lors du Yizkor
- Veufs et veuves doivent attendre un délai (trois mois pour les femmes, afin de s'assurer qu'elles ne soient pas enceintes, trois fêtes pour les hommes afin de s'assurer qu'ils ne se remarient pas "à la légère").
- L'une des plus grandes marques d'honneur données à la personne disparue est, pour les endeuillés, de réapprendre à vivre après leur deuil, de "ne pas mourir avec eux".

## Kavod Ha'Haï (respect des vivants)
Tout est également fait pour le "confort" du vivant endeuillé dans un premier temps, et dans un deuxième pour lui "réapprendre à vivre": 
- le respect de sa douleur : on ne le salue pas, bonjour étant malséant, on évite de lui parler mais on l'écoute.
- dispensation des prières, de ses occupations journalières (sauf s'il doit travailler pour éviter une lourde perte financière).
- on l'encourage à se mettre en paix avec son proche décédé, lors de la cérémonie du pardon.
- on l'encourage à exprimer sa douleur en déchirant ses vêtements.
- l'enterrement est le plus rapide possible afin de ne pas aviver la blessure.
- on ne lui "présente pas ses condoléances" et on n'essaie pas de le consoler avant que le mort ne soit enterré. Par contre, une fois celle-ci réalisée, on forme une double haie pour le soutenir.
- on collecte la tzedaka, car outre le mérite du disparu, le vivant en tire quelque réconfort.
- on lui prépare une se'oudat Havra'a, un repas de soutien après l'enterrement, car on sait qu'il n'y pensera pas lui-même. Ce repas contient des œufs, des olives noires, des bagels ronds, car "ils n'ont, comme l'endeuillé, pas de bouche pour pleurer" et représentent l'aspect cyclique de la vie.
- on attend trois jours pour lui rendre visite, car il est trop affligé auparavant.
- on se rend cependant à la shiv'ah afin de constituer un minyan pour réaliser l'office à la mémoire du sien décédé.
- comme auparavant, on s'abstient de lui parler, voire de l'appeler, et on l'écoute.
- les hommes endeuillés dirigent l'office à la mémoire de leur proche.
- lors de la réception du Shabbat, on se tourne vers la porte, pour symboliser son désemparement.
- on lui dit de se lever à la fin de sa shiv'ah.
- on prend régulièrement de ses nouvelles.
- on s'arrange pour participer au moins à la première azkara.

C'est aussi dans un esprit de Kavod haHaï que le Shoulhan Aroukh prescrit de ne pas "trop s'apesantir sur le mort" ("אין מתקשים על המת יותר מדי"). Une femme pourra se remarier trois mois après la mort de son mari (ce délai permet aussi de s'assurer qu'elle ne soit pas enceinte de lui), alors qu'un homme doit attendre trois regalim (car, il lui est, selon les décisionnaires plus pénible d'oublier sa première épouse, et des noces trop précoces pourraient le brouiller avec sa nouvelle femme par des rappels trop fréquents de la défunte).

## La résignation
Le judaïsme ne confond pas douleur et colère. On tolère les manifestations émotionnelles des endeuillés, cependant on encourage par la liturgie (Kaddish, Tzidouk Haddine,…) l'acceptation du jugement divin.

## Sources
- Grand Rabbin Jacques Ouaknin,"L'âme immortelle. Précis des lois et coutumes du deuil dans le judaïsme", éditions Bibliophane-Daniel Radford 2002, publié avec le concours du Consistoire de Paris  (ISBN 2-86970-059-8)
- Rav Alfred J. Kolatch,"Le Livre Juif du Pourquoi?", traduit par le Dr A. Kokos, Collection Savoir, 
  - Tome I éditions MJR 1990  (ISBN 2-88321-002-0)
  - Tome II éditions MJR 1996  (ISBN 2-88321-018-7)